# Raadhuis (Brunssum)
Het Raadhuis van Brunssum werd in 1919 gebouwd in opdracht van het gemeentebestuur en werd opgetrokken in een door de 19e-eeuwse bouwtraditie beïnvloede stijl van de hand van architect J. Bemelmans te Meerssen. Het gebouw is beeldbepalend gesitueerd aan de noordkant van het Lindeplein (met ernaast het Vijverpark) waar de twee uit het noorden komende wegen zich samenkomen op het plein: de Raadhuisstraat en de Kerkstraat.
Het gebouw heeft drie bouwlagen en op het dak bevindt zich een vierzijdige lantaarn. De plint is in Kunrader steen met daarboven opgetrokken in witgekalkt baksteen. De voorgevel bevindt zich aan de zuidzijde, gericht op het plein.
Het gebouw is een rijksmonument.

## Aanpassingen
- Naast het gemeentepersoneel, werkte in de beginjaren ook de politie vanuit dit gebouw. Hierdoor werd het pas opgeleverde gebouw al snel te klein. In 1920 werd aangebouwd en kreeg het gebouw de huidige afmetingen.
- Het torentje en het uurwerk werd in 1949 aangebracht.
- In 1952 werd, ter ere van het 50-jarig jubileum van de Staatsmijnen, de gevel wit geverfd.